# Лепенски вир
Лепенски вир (на сръбски: Лепенски Вир) в национален парк „Джердап“ в Сърбия е сред най-важните археологически обекти от ерата на Мезолита на територията на Европа.
Обектът представлява рибарско селище, основано от представители на мезолитната култура Железни врата при брега на река Дунав, Сърбия. Последните данни от радиовъглеродното и AMS датиране показват, че хронологията на обекта е съсредоточена между 9500/7200 г. и 6000 г. пр. Хр. Съществуват известни разногласия относно ранното датиране на селището и Културата Лепенски вир, но последните данни сочат, че началото е 9500 – 7200 г.пр.Хр.
Развитието на архитектурата в по-къснитте периоди на селището (между 6300 и 6000 г. пр. Хр.), е белязано от изграждането на сгради с трапецовидни основи и появата на специфична монументалната скулптура. Археологическият обект Лепенски вир се състои от голямо селище, свързано с около 10 околни селца. На мястото на обекта са открити множество специфични каменни пластики на амфибии – същества, съчетаващи черти на риби с човешки такива.

## Откриване
Археологическият обект е разкрит по време на спасителни разкопки на сръбския бряг на река Дунав при Железни врата в близост до село Болйетин, Сърбия. Между вировете и клисурите на дунавското течение на своеобразна площадка разположена над реката през 1967 г. екип от археолози работещ под ръководството на сръбския археолог Драгослав Срейович е разкрито едно от най-ранните човешки поселения на територията на Европа.
Основата на първото селище се състояла от варовик и нанос от жълт речен пясък. Върху основите му то било преизграждано няколко пъти - археолозите са разкрили три различни културни пласта. Най-дебелият пласт - Лепенски вир I, започвал на дълбочина 2 m и на места достигал до 3.5 m. В този пласт е разкрито наличието на пет последователни строителни хоризонта (Ia - Iд). Жилища с еднотипен план и еднакъв инвентар са били изграждани на едно и също място, вероятно от едни и същи хора и наследниците им.
Обектът е открит на 30 август 1960 г. в поземлен имот, собственост на местния фермер Манойло Милошевич.
След почти тригодишна пауза археологическите проучвания на региона са организирани от Белградския институт по археология. Строежът на бъдещия ВЕЦ Железни врата трябвало да започне в началото на 1960-те и планирането му предполага изграждане на изкуственото езеро, което да бъде разположено в района на обекта. Ръководител на проучвателния проект е Душанка Вучкович-Тодорович. Проучената зона включва територията между Прахово и Голубак. Археологът Обрад Куйович изследва участъка Лепенски вир със своя асистент Ивица Костич, следвайки стари произведения на пътешественици и археолози като Феликс Филип Каниц и Никола Вулич. Мястото изглежда идеално за селище, затова Куйович и Костич го изследват. Te откриват много фрагменти от керамика, което кара Куйович да предположи, че това е важен археологически обект. Той събира фрагменти, които датира прилежащи към Праисторическата култура Старчево и прави доклад за Белградския институт по археология. Драгослав Срейович, заинтригуван от констатациите, се свърза с Куйович през 1961 г. за подробна информация.
Срейович успява да получи финансиране и на 6 август 1965 г. започва проучване на обекта със Загорка Летица, което продължава с разкопки през 1966 и 1967 г. След първоначалното сондиране на терена през 1965 г., проектът прераства във фаза защитните разкопки през 1966 г., а систематични разкопки започват през 1967 г.  Културно-археологическият слой започва под повърхностния слой хумус с дебелина 0.50 m.
Едва през 1967 г. значимостта на обекта е напълно осъзната, след откриването на първите мезолитни скулптури, а откритията са публично оповестени на 16 август 1967 г. Разкопките завършват през 1971 г., когато цялата площадка е преместена с 29,7 m по-високо, за да се избегне наводнение от новообразуваното изкуствено езеро Джердап, създадено при изграждането на ВЕЦ Железни врата. Основният принос за проучването на този обект е на проф. Драгослав Срейович от Белградския университет.

## Описание
Основният археологически обект се състои от няколко културни пластове  - Прото-Лепенски вир, Лепенски вир I (a-e), Лепенски вир II и Лепенски вир III, чиято продължителност на обитание и ползване е продължила между 1500 и 2000 години - от епохата на Мезолита до тази на Неолита, когато обектът е бил наследен от Неолитната култура Винча и под-културата Старчево. В околностите на Лепенски вир са открити редица сателитни села, принадлежащи към същата култура и епоха. Тези допълнителни обекти са Хайдушка воденица, Падина, Власац, Икаона, Кладовска скела и др. Намерените артефакти включват инструменти, изработени от кремък и кости, останките от къщи и множество сакрални предмети, включително уникални каменни пластики.
Предполага се, че представителите на „Културата Лепенски вир“ са потомци на ранното европейско население на „Културата на ловците Бърно-Прхемоди“ (Чехия) от края на последния ледников период. Археологическите доказателства за обитаване на хората от околните пещери датират от около 20 000 г. пр. Хр. Първото селище на ниското плато датира от 9500–7200 г.пр.Хр., период, в който климатът става значително по-топъл и мек.
Консорциум от 80 института и 117 изследователи, включително археолозите Андрей Старович и Душан Борич от Сърбия, публикуват резултатите от своите изследвания на генома на Лепенски вир в списание Nature през февруари 2018 г. Проучени са геномите на 235 древни жители. За района около Лепенски вир (местности Старчево, Сараорци-Йезава, Лепенски вир, Падина, Власац), е установено, че първоначалното население на региона от ловци-събирачи, обитава района за дълъг период от време - започвайки от 7500 г. пр. Хр. Ново население започва да заселва Балканите и Дунавската равнина. Доказателствата показват, че новопристигналите през Неолита са се смесили с коренното население в Лепенски вир. Новопристигналите пришълци от Мала Азия, имат съвсем различен начин на живот. Те имат познания за селското стопанство, първите зърнени култури и отглеждането на животни: овце, говеда и кози. Въз основа на изследването Старович заключава, че смесването на населението е станало почти веднага, по време на първото поколение имигранти, което е уникално, тъй като в другите части на Европа две такива различни общности биха живели отделно една до друга. Той смята, че това почти мигновено смесване е било крайъгълен камък на човешкото развитие в праисторическа Европа. Според същото изследване съвременното население на Република Сърбия, което е пряк потомък на новите заселници на в района от VI век, включва около 10% от гените от неолитната култура Старчево.
В културния пласт „Прото-Лепенски вир“ е разкрито само малко селище от може би само четири или пет семейства, наброяващо по-малко от сто жители. Основният хранителен източник на жителите вероятно е бил риболовът. Риболовни общности от този тип са характерни за по-широкия регион на Дунавската равнина от този период.
В по-късни периоди проблемите с пренаселването на първоначалното селище стават очевидни. По това време настъпва важна социологическа промяна. Археологическите находки в околността показват доказателства за временни селища, вероятно построени с цел лов и събиране на храна или суровини. Това предполага сложна полу-номадска икономика с управлявана експлоатация на ресурси в района - забележителен факт, характерен само за представителите от този район на човешките култури в Мезолитна Европа. По-сложното функциониране на икономиката в района довежда до професионална специализация и по този начин до социална диференциация. Това ясно проличава в оформлението на селището от фазата Лепенски вир I (a-e). В този период селището вече е добре планирано. Всички къщи са изградени по един сложен геометричен модел. Тези останки от постройки вече представляват специфична и отделната архитектура характерна за „Културата Лепенски вир“. Основното разположение на селището в тази фаза е ясно видимо. Мъртвите са погребвани извън селото в сложно-организиран некропол. Единствените изключения са очевидно няколко знатни старейшини, които са погребани под огнищата в къщите.

## Каменна пластика
На археологическия обект Лепенски вир са намерени общо 54 каменни пластики. Най-ранните каменни пластики са открити в културния пласт на селище Лепенски вир I-b - датирано в 7000 хил.пр.Хр. За тяхната изработка са използвани големи камъни от дунавското корито. Тези скулптури са били разполагани пред огнището, на специално изградено място, което свидетелства, че не става дума за декоративни предмети (нещо немислимо през този ранен етап на човешкото развитие), а по-скоро за предмети изпълняващи някаква свещена и магическа функция. По време на разкопките са разкрити и други големи камъни с антропоморфни черти, които стоели в някои колиби на „определено място“. Археолозите предполагат, че в този ранен етап от развитието на човешката култура камъкът, дори необработеният такъв, вече играе определена магическа роля.
Скулптурите са разделени в две отделни категории, едната с прости геометрични шарки, а другата - с антропоморфни черти. Всички тези каменни пластики са моделирани по натуралистичен и силно експресионистичен начин. Само главата и лицето на човешките фигури са моделирани различно и носят черти на амфибии - с добре изразени арки на веждите, удължен нос и широка уста - наподобяваща риба. Косата, брадата, ръцете и ръцете са видиме на някои от фигурите в стилизирана форма. Учените предполагат, че тези амфибии са свързани с някакъв воден култ и осъществяват връзка с речните богове. Повечето каменни пластики са високи около 0.5 m. и широки около 0,24 cm.
В своята ранна фаза лицата на каменните пластики имат доста индивидуално изражение и реалистични подобия на човешки лица. По-стилизирани образци започват да се срещат във фаза II, когато лицата имат вече разширени очи, уголемена уста, често забележима гримаса на жал или страх. Започват да се срещат и подобия на животни, наблюдават се и малко по-сложни фигурални мотиви.
По всяка вероятност огнището със скулптурите е било най-важното място в целия дом, то е било облицовано с плоски камъни, които са играели ролята на изолация, която го отделяла от останалото място за живеене.
Присъствието на "домашна светиня/икона" свидетелства за тясна връзка на култовите представи с всекидневния живот. Това закономерно повтаряне на архитектоничните форми и пропорции и общият художествен израз, както и единното разположение на огнищата и пластиките в жилищата е свидетелство за съществуването на здрава обществена организация и за подчинението на индивида на обществото и за неговото ограничаване в рамките на установени обичаи и ритуални правила. Това явление е от особен научен интерес, защото това население се прехранва от лов, риболов и събирателство и не познава все още земеделието и скотовъдството. Другото свидетелство за това необичайно социално развитие на това ранно човешко общество е обстоятелството, че домът е грижливо подреден по вече установен модел, което е в противоречие с представата за кратковременно или сезонно обитаване - характерно за ловците и събирачите от този период.
В изследването „Изкуството на Лепенски вир“ от 1983 г. Срейович и Бабович отделят индивидуално внимание на някои от каменните пластики. Една от най-известните пластики е „Прародителката“. Тя е с размери 51 cm × 39 cm (20 × 15 инча). „Праодителката“ е най-често често публикуваната в медиите каменна пластика и се смята за символ на археологическия обект Лепенски вир. Срейович и Бабович разглеждат „Прародителката“ като възможно въплъщение на женското начало при рибоподобните същества. Смята се, че тя е равнопоставена на мъжкото начало, намиращо своя израз в пластиката условно наречена "Danubius". Женските атрибути изглеждат канонични, симетрични, добре оформени, но и в крайна сметка доста смекчени. По повърхността на пластиката все още личат следи от червен пигмент, който е покривал скулптурата.
Друга забележителна каменна пластика, смятана за първата скулптура от портретен тип изобразяваща човешка глава в човешката история. Тя е условно наречена „Прародителят“, той представлява глава с размери 52 cm × 33 cm (20 × 13 инча). Скулптурата е смятана за важен тотем, тя е с по-хуманни черти, отколкото ихтио-подобни. Описвана е като „тайнствена“ и „самотна“. Наблюдават се останки от червения пигмент върху клепачите и по шията на пластиката.
Галерия
- „Сомът“
- Danubius
- „Дева Мария“
- Елен в гората
- „Плетената глава“
- „Водният дух“

- „Прародителката“
- „Адам“
- „Вещицата“
- „Праодителката“
- „Дева Мария“ от Болетинската река